# Listy do M.
Listy do M. – polski film komediowy z 2011 roku w reżyserii Mitji Okorna.

## O filmie
Okres zdjęciowy – od stycznia do marca 2011 roku, plenery: Warszawa.
W filmie drogi życiowe kilkunastu osób zmieniają się i wzajemnie krzyżują w czasie świąt Bożego Narodzenia. Plakat i konstrukcja fabularna filmu nawiązują do angielskiej komedii romantycznej z 2003 roku – To właśnie miłość (ang. Love Actually). Pomimo tych powierzchownych podobieństw, fabuły poszczególnych opowieści, składających się na cały film, już nie przypominały w detalach komedii Richarda Curtisa.
W marcu 2014 roku TVN sprzedała prawa do emisji filmu telewizjom z Czech, Słowenii, Łotwy i Słowacji.

## Fabuła
Dziennikarz radiowy Mikołaj (Maciej Stuhr) jest młodym wdowcem samotnie wychowującym rezolutnego syna Kostka (Jakub Jankiewicz), który za wszelką cenę chciałby tacie znaleźć nową towarzyszkę życia. Doris (Roma Gąsiorowska) marzy o wielkiej, "filmowej" miłości. Psycholog Szczepan (Piotr Adamczyk) jest pracoholikiem coraz ciężej znoszącym zdrady żony i trudne relacje ze zbuntowaną córką. Małgorzata (Agnieszka Wagner) i Wojciech (Wojciech Malajkat) to bogate, lecz wewnętrznie zimne małżeństwo, które niewiele już łączy. Siostra Małgorzaty, Betty (Katarzyna Zielińska) - choć samotna - z radością czeka na narodziny swojego synka, Kazika. Melchior (Tomasz Karolak) jest łobuzem i podrywaczem czyhającym na kolejne okazje podbojów miłosnych. Tosia (Julia Wróblewska) uroczą wychowanką domu dziecka pragnącą prawdziwej rodziny. Wladi szefem prężnej firmy poszukującym dziewczyny, którą mógłby przedstawić rodzicom na wigilii. W Święta ich życie się odmieni.

## Obsada
- Maciej Stuhr – Mikołaj Konieczny
- Roma Gąsiorowska – Doris
- Agnieszka Dygant – Karina Lisiecka, żona Szczepana
- Tomasz Karolak – Melchior „Mel Gibson”
- Piotr Adamczyk – Szczepan Lisiecki, mąż Kariny
- Agnieszka Wagner – Małgorzata
- Wojciech Malajkat – Wojciech, mąż Małgorzaty
- Katarzyna Zielińska – Betty, ciężarna siostra Małgorzaty
- Katarzyna Bujakiewicz – Larwa, przyjaciółka Doris
- Paweł Małaszyński – Wladi
- Beata Tyszkiewicz – Malina, matka Wladiego
- Leonard Pietraszak – Florian, ojciec Wladiego
- Marta Ścisłowicz – Magda, sekretarka Wladiego
- Lech Ordon – ojciec Szczepana
- Julia Wróblewska – Tosia
- Jakub Jankiewicz – Kostek Konieczny, syn Mikołaja
- Anna Matysiak – Majka Lisiecka, córka Kariny i Szczepana
- Paweł Audykowski – wychowawca w domu dziecka
- Adam Tyniec – Kacper
- Wojciech Chorąży – starszy aspirant Stanisław Ziuk
- Ewa Florczak – krewna Wladiego
- Marcin Stec – Tomek, chłopak Wladiego
- Jerzy Pożarowski – Janek, gospodarz domu na wsi, w którym zatrzymali się Lisieccy
- Sławomir Grzymkowski – mąż Larwy
- Monika Ambroziak – matka dziewczynki w centrum handlowym
- Katarzyna Radochońska – sprzedawczyni
- Maciej Wilewski – kierowca ciężarówki z choinkami
- Sebastian Stankiewicz – realizator Misiek
- Marek Richter – oficer policji
- Marcin Sztabiński – samobójca
- Marcin Mroziński
- Marek Niedźwiecki – pracownik radia
- Katarzyna Misiewicz
- Maria Semotiuk
- Justyna Wasilewska – pracownica firmy Wladiego
- Aleksandra Mikołajczyk – pracownica firmy Wladiego
- Marta Juras(inne języki)
- Andrzej Zgud
- Grzegorz Pawlak – głos z radia mówiący o Tosi
- Andrzej Ferenc – lektor
- Katarzyna Kołeczek – pracownica firmy Władiego
- Bartłomiej Firlet – pingwin